# Hjalmar Stemmann

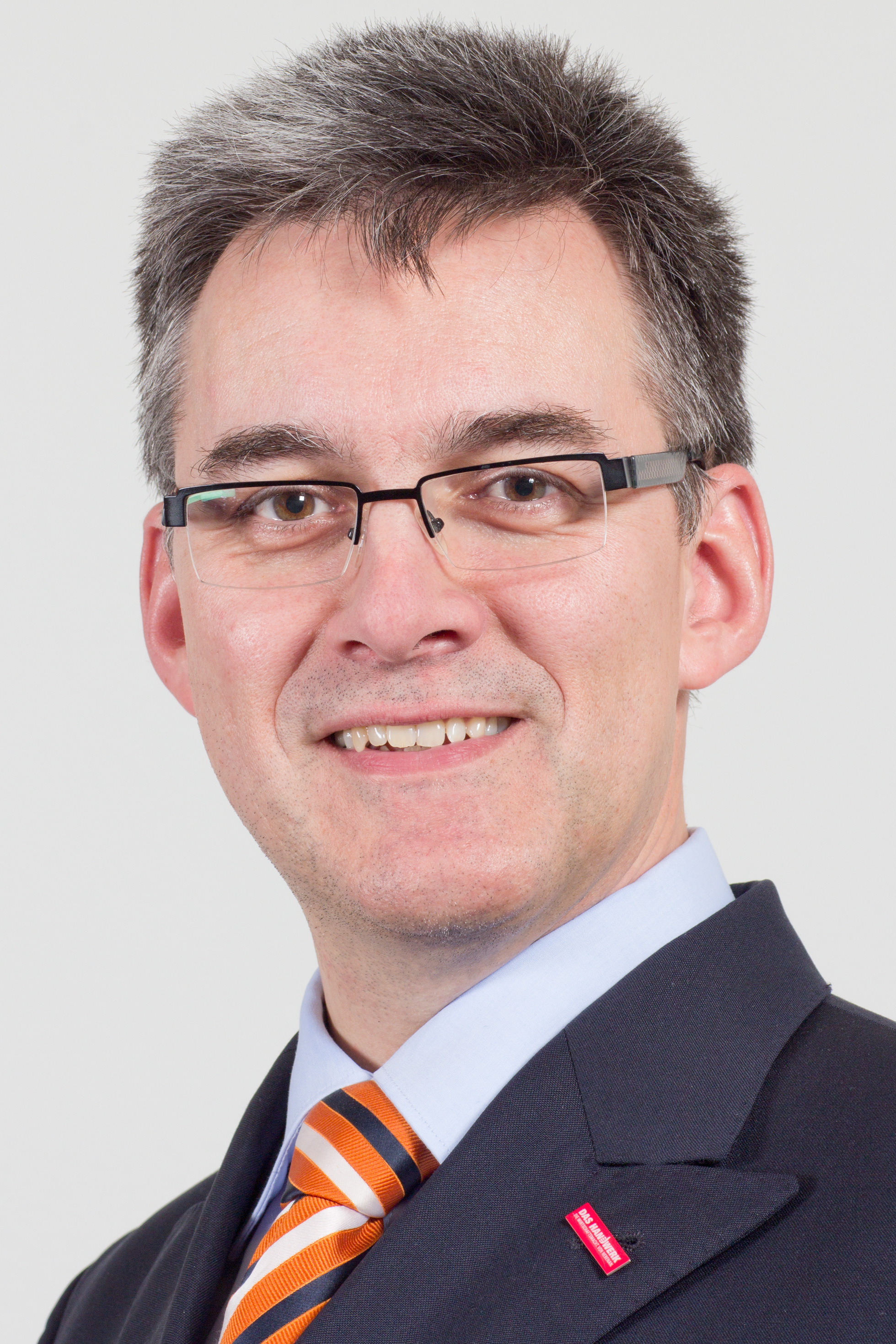
Hjalmar Stemmann

 Hjalmar Stemmann (* 26. Oktober 1963 in Hamburg) ist ein deutscher Dentalunternehmer, Handwerksfunktionär und ehemaliger Politiker (CDU). Seit Mai 2019 ist er Präsident der Handwerkskammer Hamburg.

## Leben
Hjalmar Stemmann entstammt einer Hamburger Dentalfamilie. Er ist einer der drei Söhne des Zahntechnikermeisters Hartmut Stemmann (4. Juni 1932 Hamburg – 3. Juni 2014 Hamburg) und seiner Frau, der Zahntechnikermeisterin Hadwig Marie Elisabeth Stemmann geb. Möller (18. Juni 1929 in Shanghai – 18. Januar 2013 Hamburg). Er ist der mittlere der drei Brüder Herwig (* 1962) Hjalmar (* 1963) und Helge (* 1967).
Der Großvater von Hartmut Stemmann war als Friseurgeselle auf Wanderschaft gegangen und wurde schließlich „Zahnkünstler“ in Hamburg.
Dieses Handwerk wurde ebenfalls zum Lebensziel des jungen Hartmut, der sich 1960 selbständig machte, im Jahr vor seiner Trauung mit Hadwig Möller. Seine Entwicklungen und Forschungsarbeiten in der Zahntechnik und in der Epithetik machten ihn in der Fachwelt bekannt und anerkannt. Hierzu gehört die Entwicklung der Titanmagnetics und der Minimagnete für Implantate. Er erhielt hierfür mehrere Auszeichnungen und Preise. Hartmut Stemmann war 22 Jahre lang Obermeister der Hamburger Zahntechnikerinnung. Mitglied der Vollversammlung der Handwerkskammer war er acht Jahre lang ab 1974. Berühmt ist auch seine große Sammlung mit historischen dentalen Preziosen, die er großenteils dem 2010 gegründeten Medizinhistorischen Museum Hamburg im Hamburger Universitätskrankenhaus zur Verfügung stellte.
Mit dieser familiären Dentaltradition als Vorprägung wuchs Hjalmar Stemmann auf:
Hjalmar Stemmann absolvierte nach dem Abitur eine Ausbildung als Zahntechniker, die er 1985 mit der Gesellenprüfung abschloss. Ab 1985 studierte er zunächst Zahnmedizin und von 1987 bis 1993 Volkswirtschaftslehre an der Philipps-Universität Marburg. Am 1. Oktober 1996 gründete er zusammen mit seinem Vater Hartmut Stemmann das Unternehmen Steco System-Technik in Hamburg, dessen Geschäftsführer er bis heute (Stand 2021) ist.
Seit 2012 ist er gemeinsam mit Stefan Leisner Geschäftsführer des Dentallabors „Stemmann und  Leisner“.
Hjalmar Stemmann ist mit der promovierten Historikerin Sabine Bamberger-Stemmann verheiratet und hat zwei Söhne.

## Politik
Hjalmar Stemmann war von 2008 bis 2015 Mitglied der Hamburgischen Bürgerschaft. Dort vertrat er seine Fraktion im Gesundheitsausschuss und im Ausschuss für Wirtschaft, Innovation und Medien. Zudem war er stellvertretendes Mitglied im Ausschuss für Soziales, Arbeit und Integration. Im Mai 2008 wurde Hjalmar Stemmann erster Fachsprecher für Gesundheitswirtschaft in einem deutschen Landesparlament. Bei der Bürgerschaftswahl in Hamburg 2011 wurde er über die Landesliste erneut in die Bürgerschaft gewählt. Seitdem war er Obmann für Gesundheit der CDU-Bürgerschaftsfraktion und Fachsprecher für Handwerk und Mittelstand. Er war kooptiertes Mitglied und Beisitzer im Landesvorstand der CDU Hamburg. Auf kommunaler Ebene war er Mitglied im Kreisvorstand der CDU Eimsbüttel und im Vorstand des CDU-Ortsverbandes 33 Lokstedt/Niendorf/Schnelsen. Bei der Bürgerschaftswahl 2015 kandidierte Stemmann auf Platz 16 der Landesliste, verlor jedoch sein Mandat.
Hjalmar Stemmann war von 2010 bis 2019 Landesvorsitzender der Hamburger Mittelstands- und Wirtschaftsunion der CDU (MIT). In dieser Funktion hat er sich für einen strikten Sparkurs in Hamburg ausgesprochen. Zuvor war er seit 2005 Landesschatzmeister. Auf Bundesebene ist er Mitglied in der Kommission Gesundheitspolitik der MIT Deutschlands.

## Sonstige Ämter
Im April 2016 ließ sich Hjalmar Stemmann in den Vorstand des Denkmalvereins Hamburg wählen, gab dieses Amt jedoch bald wieder auf.
Hjalmar Stemmann ist Sammler zeitgenössischer Kunst und war Festredner bei der Verleihung des Wolfgang-Klähn-Preises 2019 und 2022 in der Handwerkskammer.
Er war bis 2018 Bezirkshandwerksmeister für Hamburg-Eimsbüttel. In der Handelskammer Hamburg (IHK) war er Mitglied in den Ausschüssen Gesundheitswirtschaft sowie Industrie und Umwelt. Zudem war er u. a. Mitglied im Verwaltungsrat und dem Großen Bewilligungsausschuss der Bürgschaftsgemeinschaft Hamburg.
Hjalmar Stemmann ist seit 2009 Mitglied der 37-köpfigen Vollversammlung der Handwerkskammer Hamburg. Als Nachfolger des zurückgetretenen Vizepräsidenten Gernot Grohnert wurde er im April 2011 Mitglied im Kammervorstand und neuer Vizepräsident. 8 Jahre später, am 23. Mai 2019, wählte ihn die Vollversammlung zu ihrem Präsidenten. Seit 2019 hält er deshalb die traditionelle Festrede auf der Jahresschlussversammlung der Handwerkskammer Hamburg.